# Alfred Berg
Pour les articles homonymes, voir Berg.
 (avril 2014).
Si vous disposez d'ouvrages ou d'articles de référence ou si vous connaissez des sites web de qualité traitant du thème abordé ici, merci de compléter l'article en donnant les références utiles à sa vérifiabilité et en les liant à la section « Notes et références ».
Alfred Berg est une société de gestion d'actifs du groupe BNP Paribas Asset Management, opérant dans les pays nordiques à Stockholm, Oslo et Helsinki. Ses domaines d’expertise sont la gestion de portefeuille et l’analyse financière.

## Histoire
Fondée en Suède en 1863 - année de la création de la bourse de Stockholm - par Carl Gustaf Hierzéel, elle devient une banque d’investissement importante dans les pays nordiques. Elle est baptisée Alfred Berg, du nom du banquier qui en prend le contrôle en 1901. Pendant la majeure partie du XXe siècle, la banque est la propriété de la famille Kahm. C’est au milieu des années 1980 que la société est vendue à Volvo et qu’Alfred Berg reprend son expansion en devenant l’actionnaire principal de la société Gunnar Bøhn & Co en Norvège. Ceci constitue la première étape vers l’établissement d’une entreprise nordique, fondée sur de véritables compétences locales.
Peu de temps après son expansion norvégienne, Alfred Berg étend ses opérations au Danemark en acquérant le plus ancien courtier danois, l’entreprise Brødr.Trier établie en 1877. C’est au début des années 1990 qu’Alfred Berg poursuit sa croissance en ouvrant des bureaux à Helsinki, Londres, New York et Moscou, établissant ainsi une présence sur quelques-uns des marchés majeurs de la planète. En 1995 Alfred Berg a été acquis par la Banque ABN AMRO.
Depuis lors, Alfred Berg a continué à grandir pour devenir un Asset Manager nordique de dimension respectable au sein d’un large réseau mondial. En 2004 la gestion d’actifs d’Alfred Berg est intégrée au sein d’ABN AMRO Asset Management. C’est en avril 2010, lors la fusion de Fortis Investments et BNP Paribas Investment Partners qu’Alfred Berg est devenu un Asset manager partenaire à part entière au sein du réseau mondial de BNP Paribas Investment Partners.